# Nymphopsis spinosissimum
Nymphopsis spinosissimum is een zeespin uit de familie Ammotheidae. De soort behoort tot het geslacht Nymphopsis. Nymphopsis spinosissimum werd in 1912 voor het eerst wetenschappelijk beschreven door Hall. 